# 福島警察署 (大阪府)
福島警察署（ふくしまけいさつしょ）は、大阪府警察が管轄する警察署の一つである。
2016年（平成28年）3月22日に現在の新庁舎に移転した。

## 所在地
- 大阪市福島区吉野三丁目17番19号 
  - Osaka Metro千日前線　野田阪神駅
  - 阪神本線 野田駅
  - JR東西線　海老江駅
  - JR大阪環状線　野田駅

## 沿革

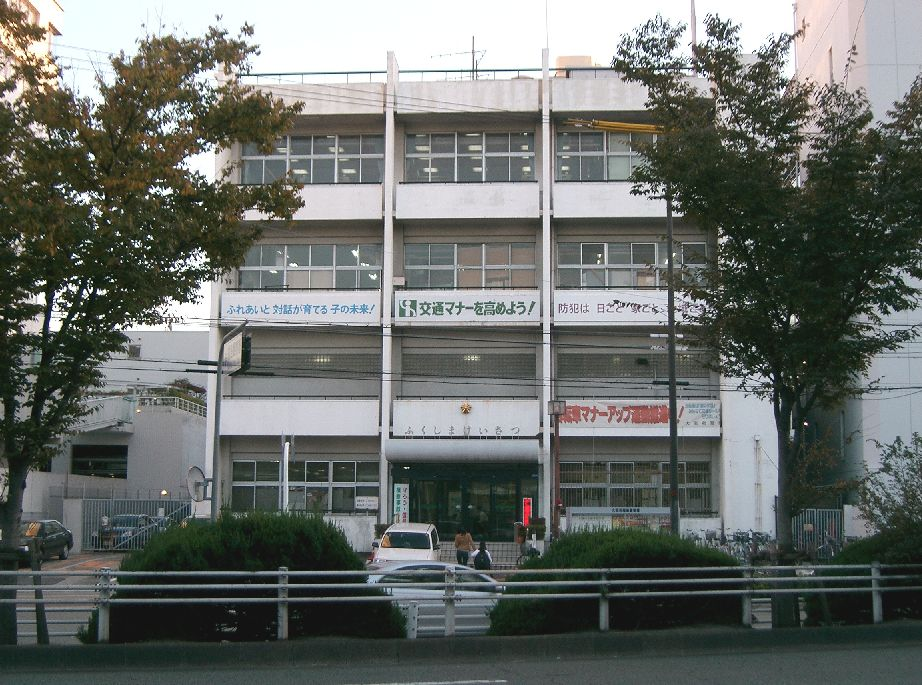
旧庁舎

## 管轄区域
- 大阪市福島区

## 交番
- 海老江交番 - 大阪市福島区海老江六丁目2番1号
- 大開交番 - 大阪市福島区大開二丁目19番23号
- 中央市場前交番 - 大阪市福島区野田一丁目1番86号
- 野田交番 - 大阪市福島区吉野三丁目2番1号
- 野田阪神交番 - 大阪市福島区海老江一丁目1番3号
- 福島交番 - 大阪市福島区福島五丁目14番1号